# Bad Habits (Ed Sheeran)
Bad Habits is een nummer van de Engelse zanger Ed Sheeran, uitgebracht op 25 juni 2021 door de platenmaatschappij Asylum Records UK. Het nummer zal de eerste single zijn van zijn aankomende vijfde studioalbum. Het nummer is zijn eerste solo-release van een album in iets meer dan vier jaar.

## Achtergrond
Ed Sheeran schreef het nummer in januari 2021 om "mensen te verrassen" en "iets te maken dat totaal anders was" dan wat er van hem wordt verwacht. 

## Videoclip
De videoclip voor "Bad Habits" werd geregisseerd door Dave Meyers . Het portretteert Sheeran als een vampier in een felroze pak. Sheeran zei dat hij wilde dat de video "op een fantastische manier inspeelt op de aard van gewoonten, daarom koos ik voor vampiers."  Het nummer werd ook geïnspireerd door de songtekst en de Amerikaanse televisieserie Buffy the Vampire Slayer . 

## Live optredens
Sheeran gaf zijn eerste live optreden van "Bad Habits" op 28 juni 2021 in The Late Late Show met James Corden.  Op 30 juni zong Sheeran het nummer op The One Show.

## Hitnoteringen

### Nederlandse Top 40
| "Bad Habits" in de Q-Top 40 - binnen: 03-07-2021 | "Bad Habits" in de Q-Top 40 - binnen: 03-07-2021 | "Bad Habits" in de Q-Top 40 - binnen: 03-07-2021 | "Bad Habits" in de Q-Top 40 - binnen: 03-07-2021 | "Bad Habits" in de Q-Top 40 - binnen: 03-07-2021 | "Bad Habits" in de Q-Top 40 - binnen: 03-07-2021 | "Bad Habits" in de Q-Top 40 - binnen: 03-07-2021 | "Bad Habits" in de Q-Top 40 - binnen: 03-07-2021 | "Bad Habits" in de Q-Top 40 - binnen: 03-07-2021 | "Bad Habits" in de Q-Top 40 - binnen: 03-07-2021 | "Bad Habits" in de Q-Top 40 - binnen: 03-07-2021 | "Bad Habits" in de Q-Top 40 - binnen: 03-07-2021 | "Bad Habits" in de Q-Top 40 - binnen: 03-07-2021 | "Bad Habits" in de Q-Top 40 - binnen: 03-07-2021 | "Bad Habits" in de Q-Top 40 - binnen: 03-07-2021 | "Bad Habits" in de Q-Top 40 - binnen: 03-07-2021 | "Bad Habits" in de Q-Top 40 - binnen: 03-07-2021 | "Bad Habits" in de Q-Top 40 - binnen: 03-07-2021 |
| ------------------------------------------------ | ------------------------------------------------ | ------------------------------------------------ | ------------------------------------------------ | ------------------------------------------------ | ------------------------------------------------ | ------------------------------------------------ | ------------------------------------------------ | ------------------------------------------------ | ------------------------------------------------ | ------------------------------------------------ | ------------------------------------------------ | ------------------------------------------------ | ------------------------------------------------ | ------------------------------------------------ | ------------------------------------------------ | ------------------------------------------------ | ------------------------------------------------ |
| Week                                             | 01                                               | 02                                               | 03                                               | 04                                               | 05                                               | 06                                               | 07                                               | 08                                               | 09                                               | 10                                               | 11                                               | 12                                               | 13                                               | 14                                               | 15                                               | 16                                               | 17                                               |
| Nummer                                           | 15                                               | 2                                                | 1                                                | 1                                                | 1                                                | 1                                                | 1                                                | 2                                                | 3                                                | 3                                                | 2                                                | 2                                                | 2                                                | 2                                                | 2                                                | 2                                                | 5                                                |

### NPO Radio 2 Top 2000
| Nummer met noteringen in de NPO Radio 2 Top 2000 | '21  | '22 | '23  | '24  |
| ------------------------------------------------ | ---- | --- | ---- | ---- |
| Bad Habits                                       | 1483 | 710 | 1215 | 1673 |

1. ↑  Een vetgedrukt getal geeft de hoogste notering aan.
2. ↑  2021 was het eerste jaar met een notering voor dit nummer.

## Awards en nominaties
Het nummer werd genomineerd voor verschillende awards. Een overzicht van de belangrijkste awards en nominaties:
| Jaar | Awards                  | Categorie                | Resultaat   |
| ---- | ----------------------- | ------------------------ | ----------- |
| 2021 | Los40 Music Awards      | Best International Video | Gewonnen    |
| 2021 | Los40 Music Awards      | Best International Song  | Gewonnen    |
| 2021 | MTV Europe Music Awards | Best Song                | Gewonnen    |
| 2021 | MTV Europe Music Awards | Best Video               | Genomineerd |
| 2021 | MTV Video Music Awards  | Video of the Year        | Genomineerd |
| 2021 | MTV Video Music Awards  | Best Choreography        | Genomineerd |
| 2021 | MTV Video Music Awards  | Best Art Direction       | Genomineerd |
| 2021 | MTV Video Music Awards  | Best Song of Summer      | Genomineerd |
| 2022 | Grammy Awards           | Song of the Year         | Genomineerd |